# Макс Вінтермеєр
Макс Вінтермеєр (нім. Max Wintermeyer; 2 лютого 1914, Ессен — 4 травня 1990) — німецький офіцер-підводник, капітан-лейтенант крігсмаріне.

## Біографія
8 квітня 1934 року вступив на флот. З вересня 1940 року — 1-й вахтовий офіцер на підводному човні U-105. В липні-вересні 1941 року пройшов курс командира човна. З вересня по 4 листопада 1941 року — командир U-62. З листопада 1941 по серпень 1942 року — інструктор 1-ї навчальної дивізії підводних човнів. З 24 вересня 1942 рол 5 липня 1944 року — командир U-190, на якому здійснив 4 походи (разом 348 днів у морі). 8 березня 1943 року потопив британський торговий пароплав Empire Lakeland водотоннажністю 7015 тонн, який перевозив 7805 тонн морожених і генеральних вантажів; всі 64 члени екіпажу пароплава загинули. З вересня 1944 року служив в штабі командувача навчальними підводними човнами. З лютого 1945 року — навчальний керівник в 25-й флотилії. В травні 1945 року взятий в полон.

## Звання
- Кандидат в офіцери (8 квітня 1934)
- Морський кадет (26 вересня 1934)
- Фенріх-цур-зее (1 липня 1935)
- Оберфенріх-цур-зее (1 січня 1937)
- Лейтенант-цур-зее (1 квітня 1937)
- Оберлейтенант-цур-зее (1 квітня 1939)
- Капітан-лейтенант (1 квітня 1942)

## Нагороди
- Медаль «За вислугу років у Вермахті» 4-го класу (4 роки)
- Залізний хрест 2-го і 1-го класу
- Нагрудний знак підводника